# Carlon Blackman
Carlon Blackman (sinh ngày 27 tháng 3 năm 1965) là một vận động viên chạy nước rút người Barbados. Bà thi đấu ở nội dung 400 mét nữ tại Thế vận hội Mùa hè 1984 ở Los Angeles, kết thúc ở vị trí thứ sáu trong đường chạy vòng Một của mình, với thời gian 54,26 giây.